# Italienisierender Stil

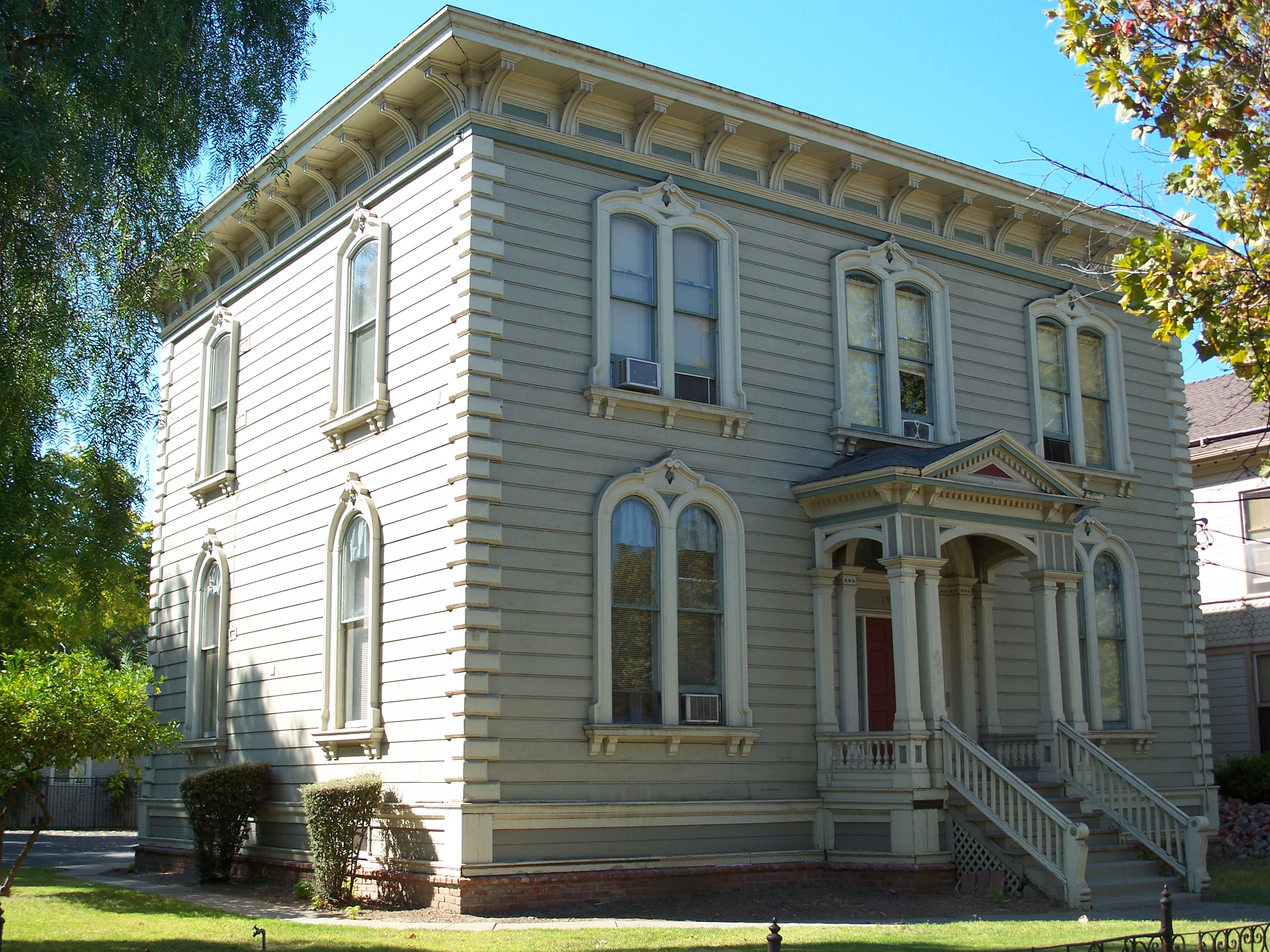
Wohnhaus im Italianate-Stil in San Jose, Kalifornien. Erbaut 1870.

Der Italienisierende Stil (auch Italianate-Stil, Aussprache englisch: [ɪˈtæljəneɪt]) ist ein historistisch geprägter Architekturstil, der als Erscheinungsform der frühen Viktorianischen Architektur im 19. Jahrhundert in den englischsprachigen Ländern verbreitet war.

## Ursprünge und Entstehung

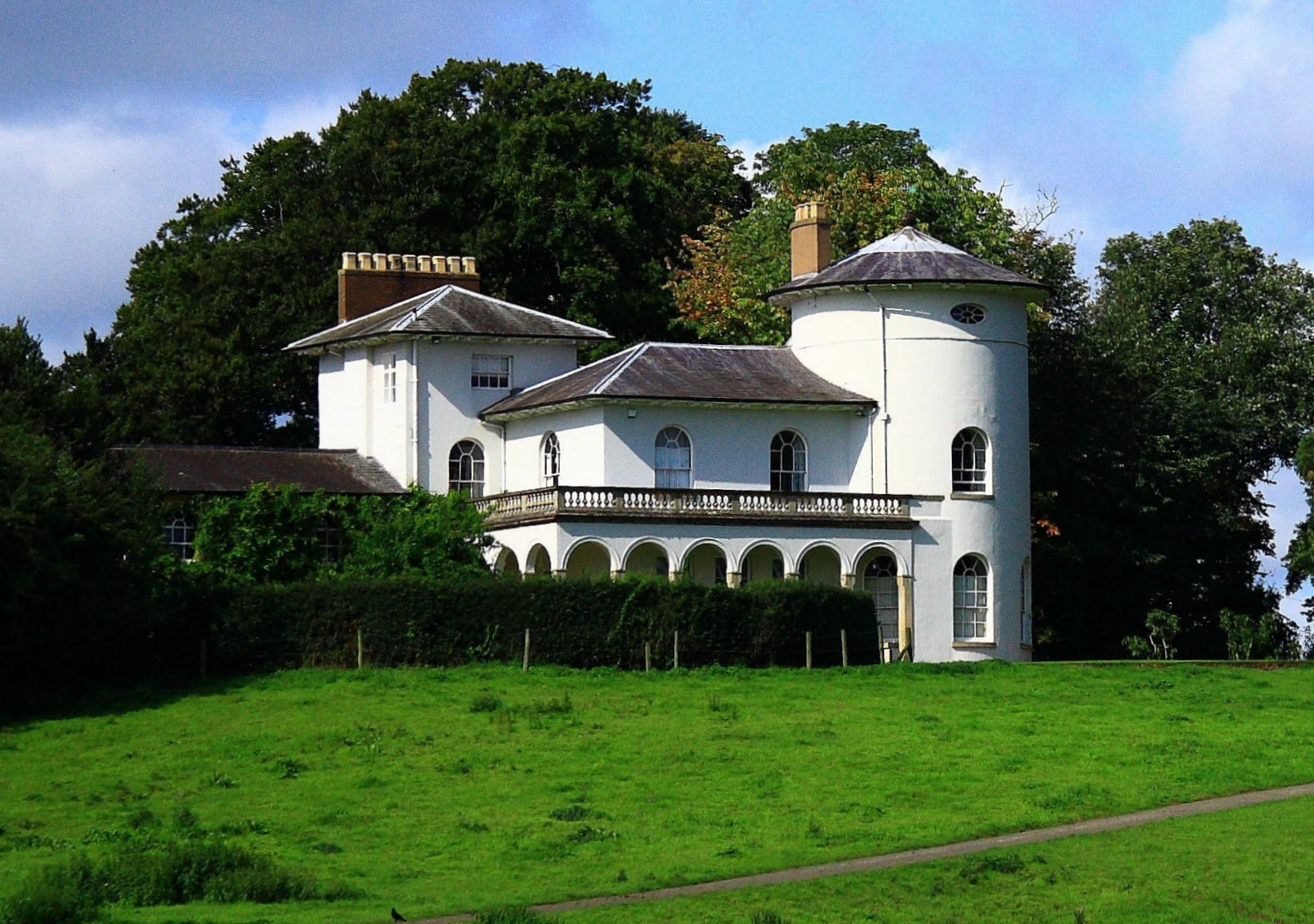
Das Landhaus Cronkhill (1805) gilt als die älteste im Italienisierenden Stil erbaute Villa Englands. Architekt: John Nash. Mit seinem asymmetrischen Grundriss bietet dieses Bauwerk – dem Ideal des „Pittoresken“ entsprechend – dem Betrachter immer neue Ansichten.

Der Italienisierende Stil vereinigt die Architektur der italienischen Renaissance des 16. Jahrhunderts, die auch den Palladianismus und den Klassizismus inspiriert hat, mit dem in der anglophonen Welt seit dem 18. Jahrhundert einflussreichen romantischen Ideal des „Picturesquen“, also der Forderung, das Landschaftsbild nach den Regeln der malerischen Schönheit zu betrachten. Unter diesen Vorzeichen entstand ein Architekturstil, der zwar auch als Neorenaissance beschrieben wird, aber charakteristische eigene Züge trägt, die sich nur in diesem speziellen geistesgeschichtlichen Kontext herausbilden konnten. Das Bekenntnis zur italienischen Architektur war für Gentlemen überall in der englischsprachigen Welt seit den 1820er Jahren ein Ausdruck des Bestrebens um kulturelle Verfeinerung.
Das früheste Beispiel für die italienisierende Architektur ist das von John Nash um 1802 entworfene und 1805 bei Shrewsbury erbaute Cronkhill. Der Stil, den er mit diesem frei den italienischen Originalen nachempfundenen und wenig förmlichen kleinen Landhaus schuf, regte bis in die viktorianische Zeit hinein Entwürfe zu einer Vielzahl von ähnlichen Villen an.
Weiterentwickelt und popularisiert wurde der Italienisierende Stil in den 1830er Jahren von Charles Barry, der sich enger als Nash an den Original-Bauwerken der italienischen Renaissance orientierte. So entwarf er Gebäude, die viel strenger und formaler gestaltet waren als Nashs halb-ländliche, romantische Villen.
Beide Ausprägungen des Italienisierenden Stils blieben nicht auf England beschränkt, sondern fanden in vielfältigen Formen in Nordeuropa und im britischen Empire auch dann noch immer weitere Verbreitung, als dieser Stil in England gar nicht mehr populär war. In den Vereinigten Staaten erlangte er – gefördert durch Alexander Jackson Davis – seit den späten 1840er Jahren große Beliebtheit.

## England und Wales

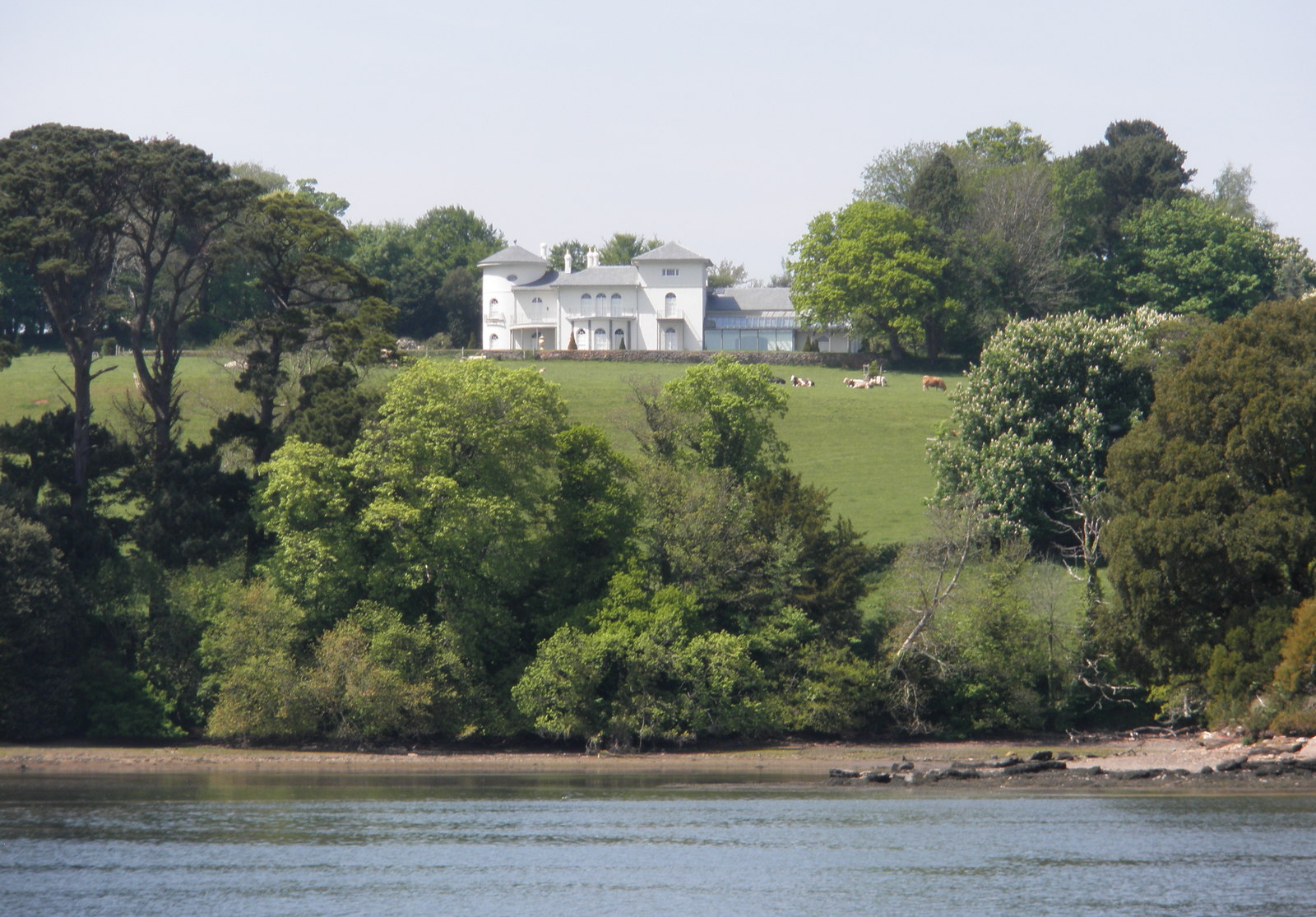
Sandridge Park, Devon

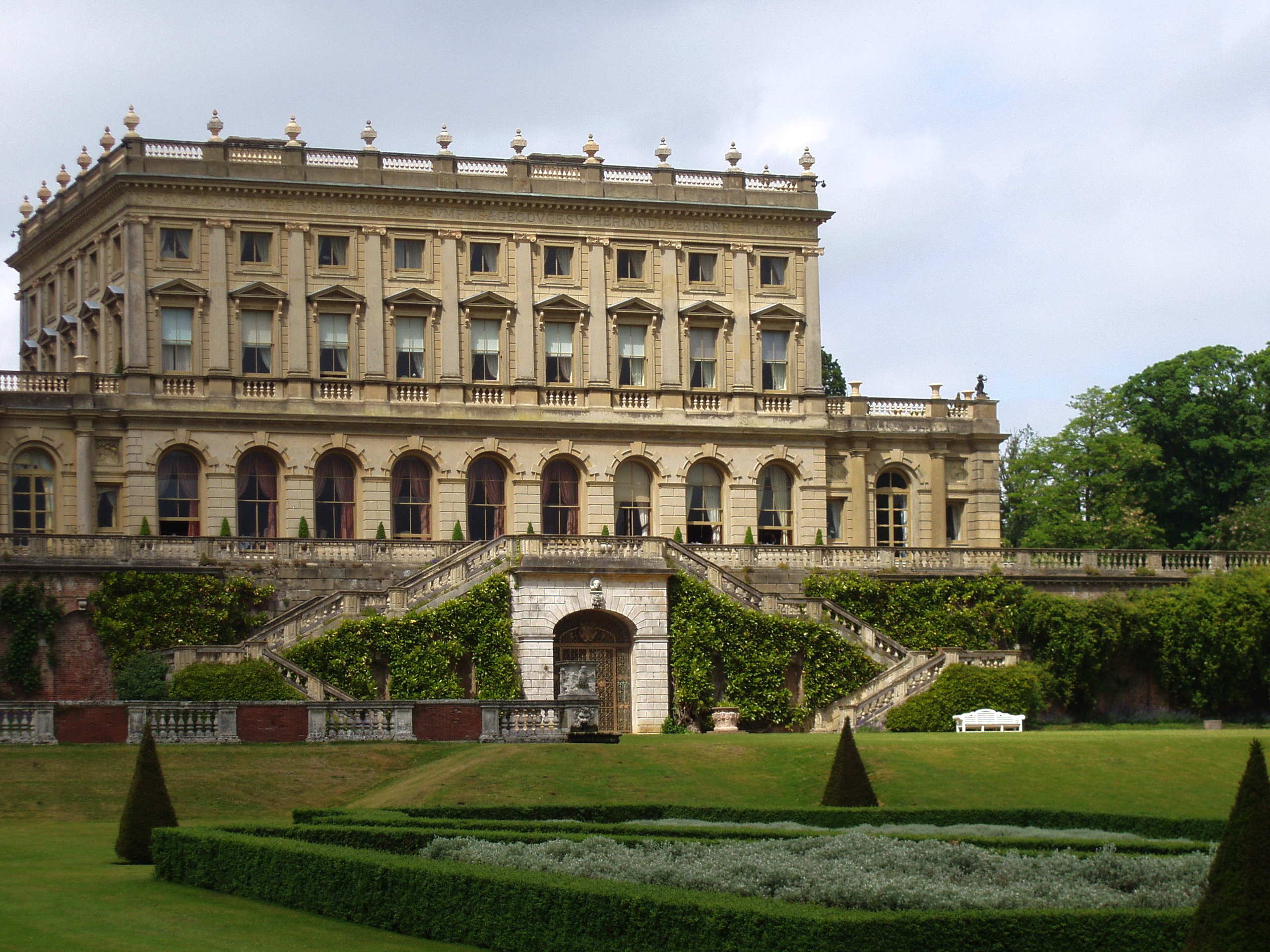
Cliveden, Taplow: Herrenhaus im Stil der Neorenaissance (1851). Architekt: Charles Barry.

Um das Jahr 1805 entwarf John Nash den Landsitz Sandridge Park. Das bei Stoke Gabriel in Devon erbaute Haus zeigt stilistisch deutlich den Übergang zwischen William Gilpins Picturesque-Ideal und Nashs späterem voll entwickelten Italianismus. Obwohl das Gebäude noch viele Merkmale der Regency-Architektur aufweist, verweisen andere Elemente – ein asymmetrischer Grundriss, gemauerte und schmiedeeiserne Loggien und Balkone, ein Turm, eine flache Dachneigung – auf den voll entwickelten Italienisierenden Stil von Cronkhill. Spätere Beispiele des englischen Italienisierenden Stils lehnen sich stärker an den palladianischen Baustil an, wobei oft auch ein Aussichtsturm (belvedere) oder eine Dachbalustrade ergänzt wird. Bei dieser – eher stilistischen – Interpretation des italienischen Vorbildes wird mehr Bezug auf Motive der italienischen Renaissance als auf Nashs frühe Italianate-Entwürfe genommen.
Sir Charles Barry, dessen berühmteste Arbeit der – im Tudor- und neugotischen Stil erbaute – Palace of Westminster ist, war ein großer Vorkämpfer für den Italienisierenden Stil. Anders als Nash fand er seine Inspiration in Italien selbst. Barry schöpfte in hohem Maße aus den Entwürfen der echten römischen, latinischen und venetischen Renaissance-Villen – oder, wie er es formulierte: dem „charmanten Charakter der unregelmäßigen Villen Italiens“. Eines der frühesten von Barry entworfenen Beispiele für diesen Stil ist der 1832 in London erbaute Travellers Club. Seine bedeutendste Arbeit war jedoch das Herrenhaus Cliveden, das Barry zur Mitte des Jahrhunderts für George Sutherland-Leveson-Gower entwarf. Obwohl behauptet worden ist, dass ein Drittel aller frühviktorianischen Landhäuser in England im klassischen Stil – überwiegend im Italienisierenden Stil – errichtet wurden, verlor dieser Stil von 1855 an seine Popularität und Cliveden galt bald als „untergehender Essay über eine zu Ende gehende Mode“.

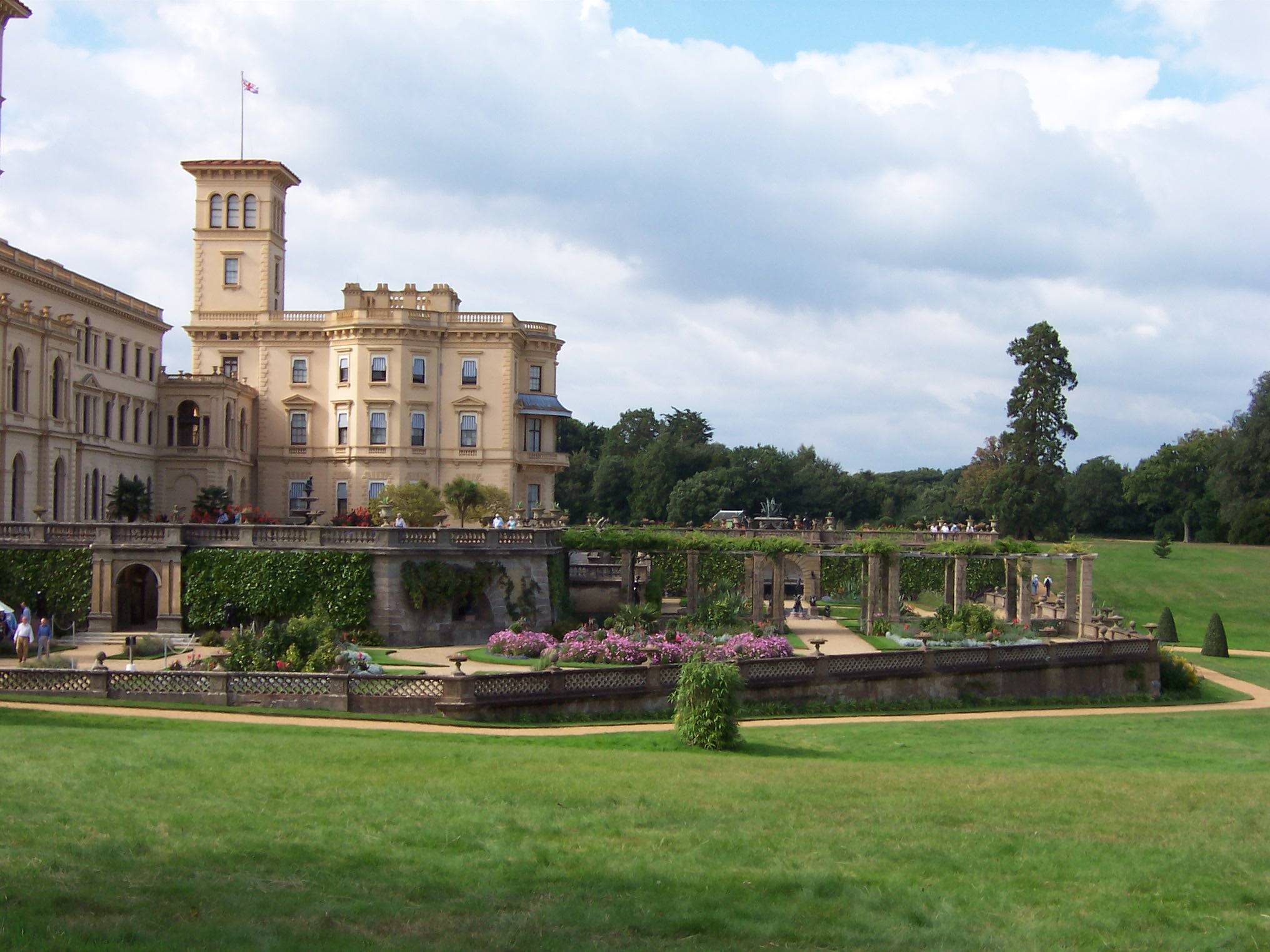
Osborne House, Isle of Wight: Ehemaliger Landsitz von Königin Victoria. Im Stil eines italienischen Renaissance-Palazzo erbaut und 1851 fertiggestellt. Architekt: Thomas Cubitt.

Der Londoner Bauunternehmer Thomas Cubitt verwendete einfache klassische Elemente, wie sie für den von Barry definierten Italienisierenden Stil charakteristisch waren, für viele seiner städtischen Reihenhäuser. Im Auftrag von Prinz Albert entwarf er Mitte des Jahrhunderts den Sommersitz Osborne House, eine Umwandlung seiner zweidimensionalen Straßenarchitektur in ein freistehendes Herrenhaus, das später Italienisierender Villen im gesamten britischen Empire inspirierte.
Nach der Fertigstellung des Osborne House im Jahre 1851 wurde der Stil bei den wohlhabenden Bauherren der Zeit populär. Diese ließen sich, meist in den Städten, kleine Herrenhäuser errichten, zu denen große Gärten gehörten, die oft wie eine Terrasse im toskanischen Stil angelegt waren. Dieses Baukonzept wurde gelegentlich abgewandelt und der Villa statt eines flach geneigten Daches ein Mansarddach aufgesetzt; in diesem Fall spricht man vom Châteauesque-Stil („schlossartiger Stil“, englisch Châteauesque oder Château Style). Dennoch bildeten, „nach einer bescheidenen Flut von Italianate-Villen und französischen Schlössern“, bereits im Jahre 1855 der neugotische, der Tudor- und der Elisabethanische Stil die beliebtesten Baustile.
Eine besonders hohe Konzentration von erhaltenen Gebäuden im Italienisierenden Stil findet man heute z. B. in dem in Wales gelegenen Urlaubsort Portmeirion.

## Vereinigte Staaten

### Geschichte

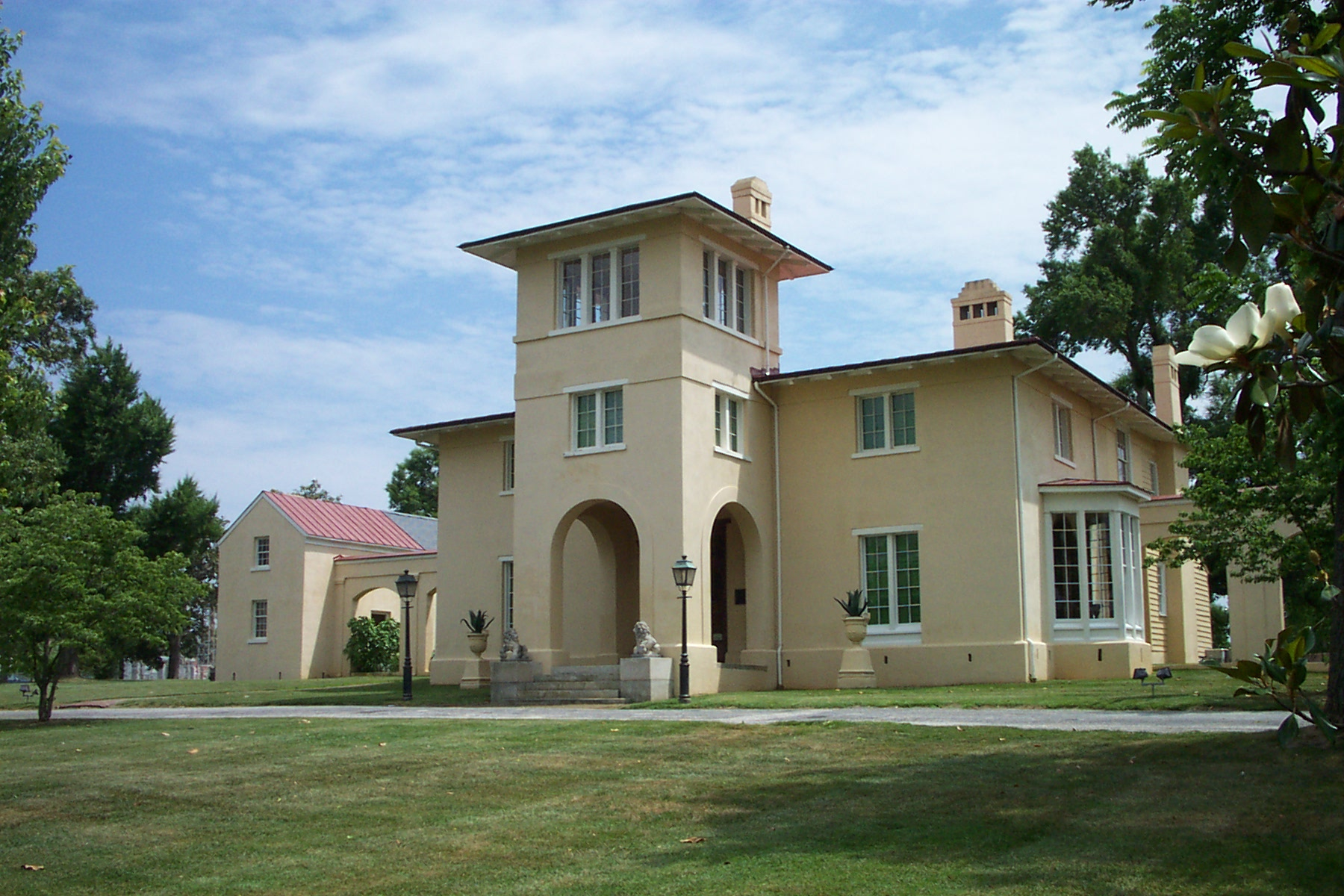
Blandwood, Greensboro, North Carolina. 1844 fertiggestellt. Architekt: Alexander Jackson Davis.

In den Vereinigten Staaten entstanden die ersten italianisierenden Häuser in den späten 1830er Jahren. Eines der frühesten Beispiele ist ein Haus im „italienischen Villenstil“, das der 1831 aus Schottland eingewanderte Architekt John Notman 1837 in Burlington erbaute. Weiter popularisiert wurde er in den 1840er Jahren von Alexander Jackson Davis, der ihn als Alternative zum neugotischen und neugriechischen Stil förderte. 1844 baute Davis den Wohnsitz des Gouverneurs von North Carolina, John Morehead im Italianate-Stil aus. Dieses Bauwerk, Blandwood, war eng am Vorbild von John Nashs formlosen Villen orientiert und gilt als das älteste erhaltene Italianate-Bauwerk in den Vereinigten Staaten. Ein noch glanzvolleres Beispiel für diesen Stil, der in den USA zunächst als „Italienischer“ oder „Toskanischer Villenstil“ und – direkt auf die Arbeiten von Davis bezogen – auch als „Hudson River Bracketed Style“ bezeichnet wurde, ist Davis’ 1854 im heutigen Prospect Park in Brooklyn erbaute Litchfield Villa. Weitere führende Förderer des Stils waren neben Henry Austin drei aus England eingereiste Architekten: Richard Upjohn (Edward King House, Newport, 1845), Gervase Wheeler und Calvert Vaux.
Erheblich gefördert wurde die Verbreitung des Italianate-Stils auch durch zwei Bücher, die der Architekt Andrew Jackson Downing in den 1840er Jahren veröffentlichte: Cottage Residences (1842) und The Architecture of Country Houses (1850). Diese beiden Vorlagenbücher waren stark nachgefragte Standardwerke, die von Bauherren studiert wurden, bevor sie sich auf ein bestimmtes Gestaltungskonzept festlegten. Nachdem seit der Gründung der Vereinigten Staaten der Greek-Revival-Stil allgemeinverbindlich gewesen war, boten die beiden Bücher erstmals eine Auswahl interessanter stilistischer Alternativen an. Der Italianate-Stil erwies sich als die erfolgreichste davon.
Der Italianate-Stil wurde in den Vereinigten Staaten in dem Maße heimisch, in dem er sich an die landesübliche Bauweise anpasste – die europäische Steinbauweise wurde z. B. in eine Holzkonstruktion „übersetzt“ – und dabei die Möglichkeit eröffnete, das italienische Original recht frei zu interpretieren. So ist sein Kennzeichen die betonte Übertreibung vieler Elemente der italienischen Renaissance: stark akzentuierte Dachtraufen, die von Konsolen gestützt werden, flach geneigte Dächer, die von unten kaum sichtbar sind, oder sogar Flachdächer mit weiter Auskragung. Oft ist ein Turm ergänzt, der einen italienischen Belvedere oder gar Campanile andeutet. Nur sehr selten waren Italianate-Häuser streng den förmlichen italienischen Stadthäusern der Renaissancezeit nachempfunden. Der Stil erlangte in den USA seit den späten 1860er Jahren noch größere Popularität als der Greek-Revival-Stil und verdrängte auch den um 1840 entstandenen Gothic-Revival-Stil, den die lokalen Bauunternehmer weniger gern umsetzten, weil er schwierig zu bauen war. Der Erfolg des Italianate-Stils lag nicht zuletzt daran, dass er das Know-how der Bauunternehmer nicht überforderte und auch nicht auf bestimmte wenige Baumaterialien oder auf ein bestimmtes Budget festgelegt war. Fortschritte in der Eisenguss- und Metallpress-Technik vereinfachten überdies die Herstellung der erforderlichen dekorativen Elemente, wie Konsolen und Gesimse. Ein weiterer Vorzug bestand darin, dass der Stil es erlaubte, an ein fertiges Haus nachträglich anzubauen. Beim Greek-Revival-Stil z. B. war das nicht möglich gewesen.
Welche Popularität die Italianate-Architektur von 1845 an erlangte, sieht man in Cincinnati, Ohio, der ersten Boomtown westlich der Appalachen. In dieser Stadt, deren Aufstieg an die Schifffahrt auf dem Ohio River geknüpft war, gibt es mehr Italianate-Bauwerke als irgendwo sonst in den USA. Die meisten davon liegen im Stadtteil Over-the-Rhine, der in der Entstehungszeit dicht von überwiegend deutschen Einwanderern bewohnt war. Eine eindrucksvolle Zahl von Bauwerken im Italianate-Stil bieten auch die Städte Newport, Kentucky, und Covington, Kentucky. Der Garden District in New Orleans beherbergt ebenfalls schöne Beispiele für diese Architektur, wie z. B. von Samuel Jamison entworfene Morris-Israel House (1869), das Van Benthuysen-Elms Mansion (1869) und das Armstrong-Danna House (1868).
Auch viele Bauwerke, die in der von James Bogardus in den 1850er Jahren erfundenen Gusseisentechnik errichtet waren, trugen eine Fassade im Italianate-Stil.
Der Untergang des Italianate-Stils, der übrigens parallel zu dem des nahe verwandten Second Empire verlief, fiel mit dem Zusammenbruch der Finanzmärkte im Jahre 1873 und der darauf folgenden Wirtschaftsdepression zusammen. Als die Wirtschaft sich in den späten 1870er Jahren wieder erholte, waren andere Baustile en vogue – besonders der Queen-Anne- und der Colonial-Revival-Stil.

### Verbreitung
Im Zeitraum von 1850 bis 1880 war der Italianate-Stil der in den USA am häufigsten gewählte Baustil. Besonders stark verbreitet war er in den rapide wachsenden Städten des Mittleren Westens, aber auch in vielen älteren, sich weiterhin ausdehnenden Städten des Nordostens. Ein weiteres Zentrum des Stils war San Francisco, das sich in dieser Zeit von einem Dorf zu einer der bedeutendsten Hafenstädte des Landes entwickelte. Viele der Townhouses in San Francisco haben das Erdbeben von 1906 überstanden und sind bis heute erhalten geblieben. Die geringste Verbreitung fand der Italianate-Stil in den Südstaaten, die nach dem Sezessionskrieg wirtschaftlich so angeschlagen waren, dass dort lange Zeit generell wenig gebaut wurde.
Die meisten der heute noch erhaltenen Italianate-Häuser wurden zwischen 1855 und 1880 erbaut. Ältere Häuser sind nur noch selten zu finden.

### Kennzeichen
Zu den visuellen Schlüsselelementen des Italianate-Stils zählen:

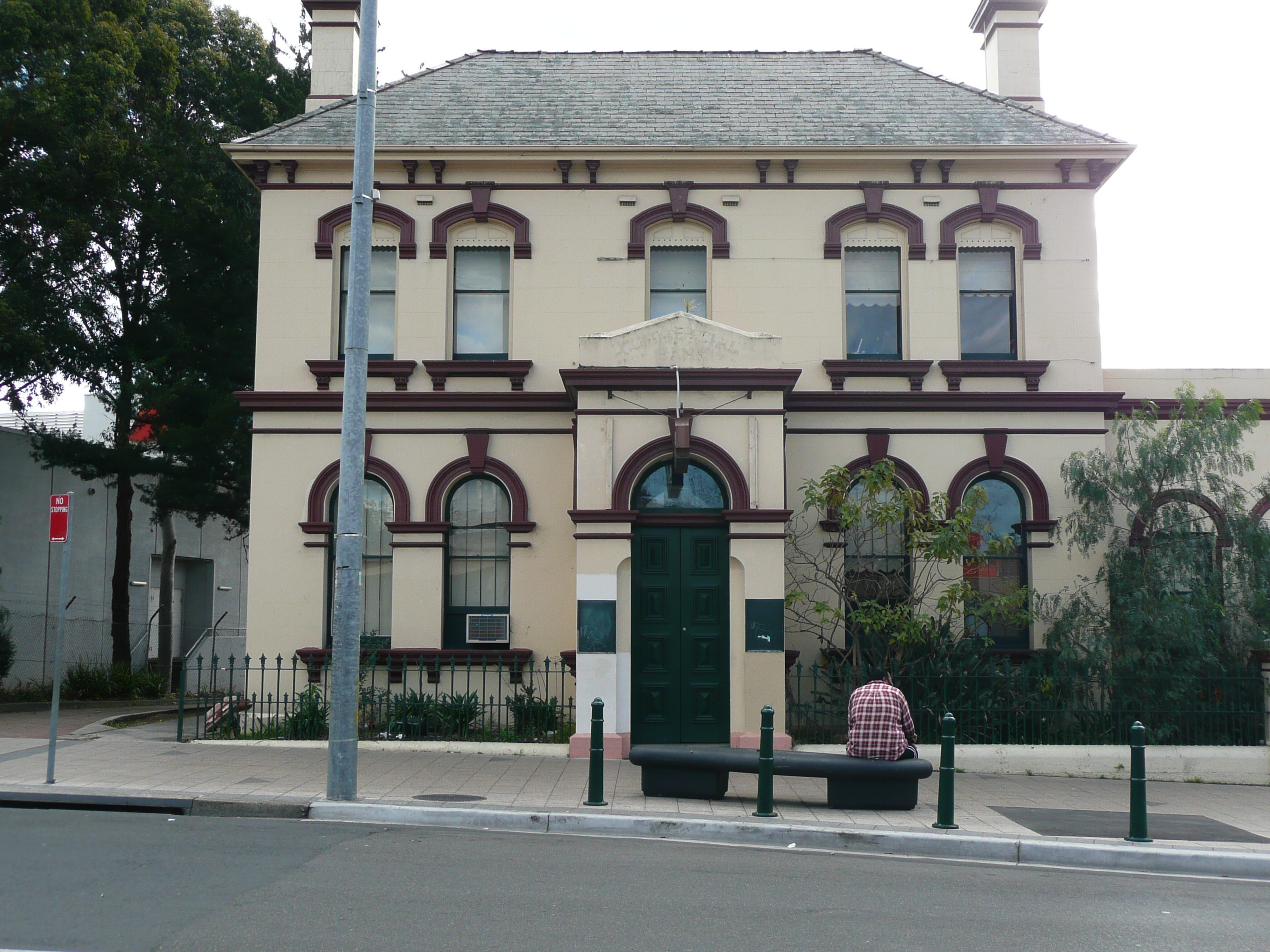
Ein flach geneigtes (Walm-)Dach.
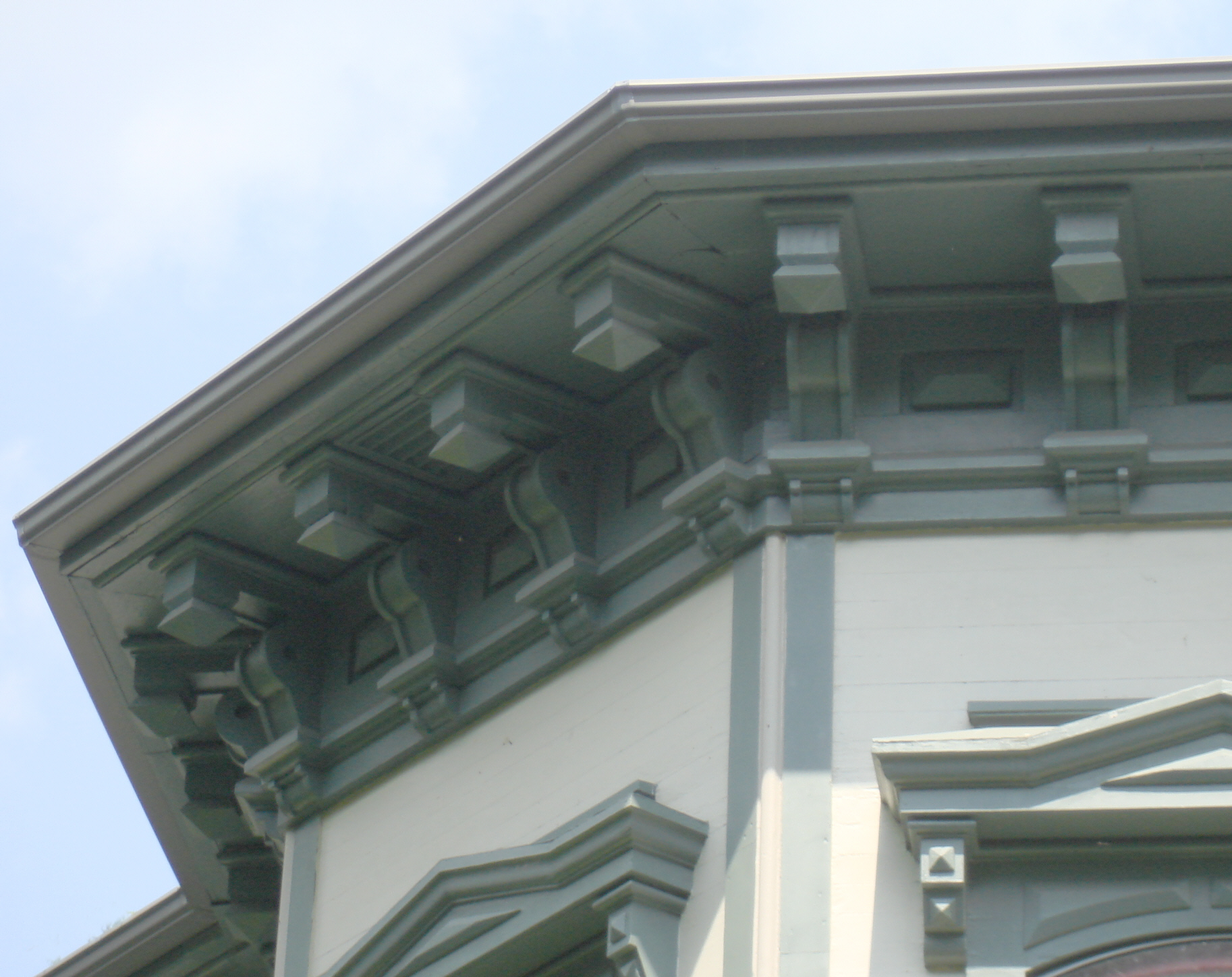
Eine vorspringende Dachtraufe, die von Konsolen gestützt wird. Ein aus Profilholz gearbeitetes Dachgesims.
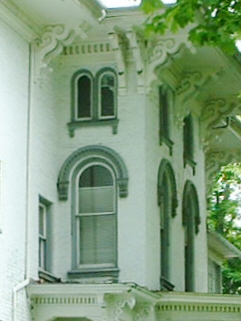
Hohe, schmale Fenster, häufig mit Rundbogen.

### Stilvarianten
Innerhalb des Italianate-Stils lassen sich drei verschiedene Varianten unterscheiden, die von einigen amerikanischen Architekturhistorikern sogar als selbstständige Baustile beschrieben wurden:

#### Italienische Villa (1845–1870)

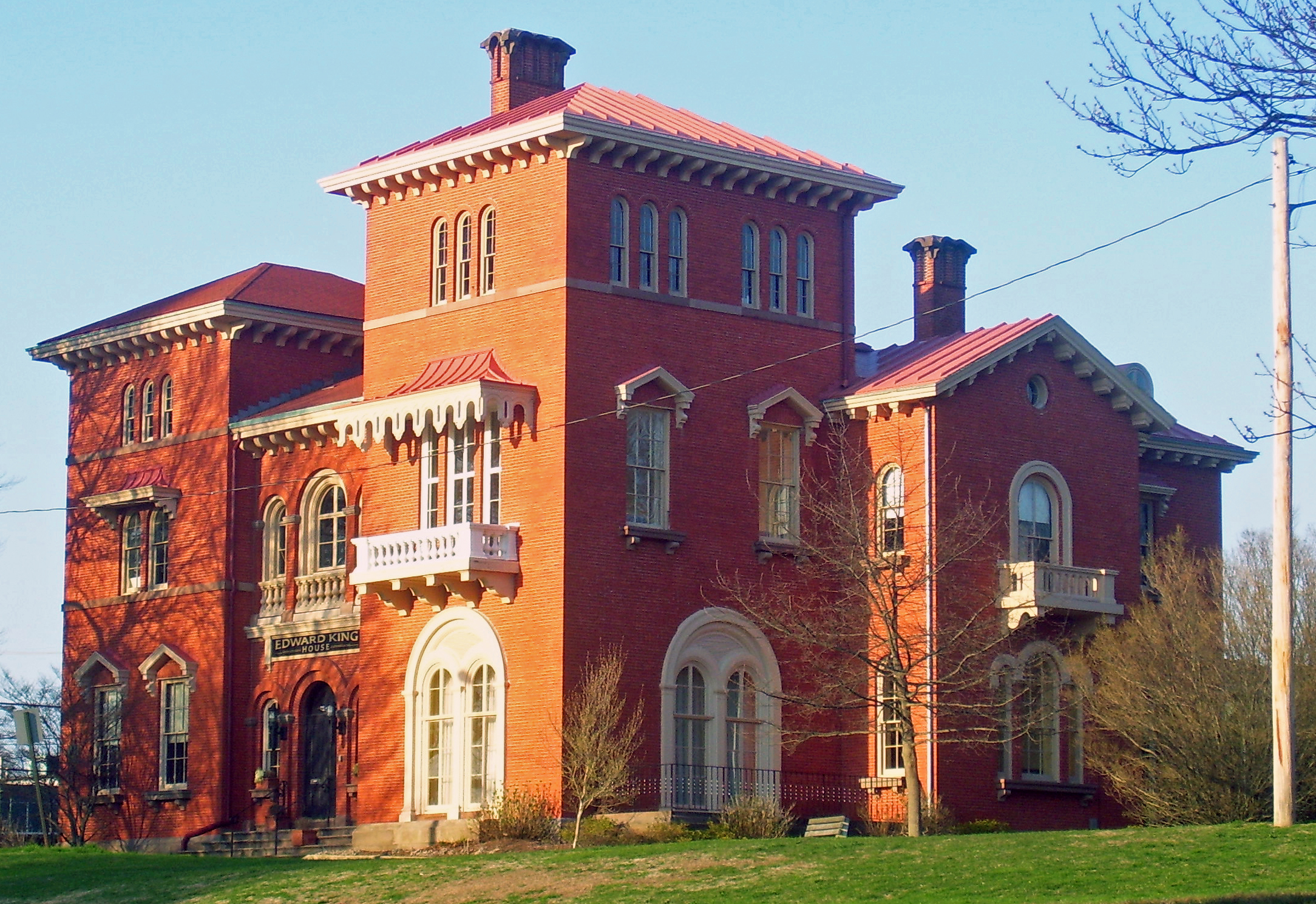
Das Edward King House in Newport.

Die Ausgangspunkte des italienischen Villenstils in den Vereinigten Staaten sind Gemälde der französischen Landschaftsmaler Nicolas Poussin und Claude Lorrain sowie John Nashs Entwurf des Landsitzes Cronkhill. Andrew Jackson Downing war Anhänger dieses Stils und trug mit seinem Buch Cottage Residences erheblich zu seiner Popularisierung bei. Italienische Villen waren bei wohlhabenden amerikanischen Familien als stadtnahe, kleinstädtische oder ländliche Wohnsitze beliebt. Sie waren größer als Cottages, aber kompakter als die meisten Farmhäuser. Der Grundriss der italienischen Villa war asymmetrisch. Das interessanteste Kennzeichen dieses Häusertyps war ein Turm, dessen Funktion unverhohlen nur in dem Vergnügen der Bewohner bestand – eine Frivolität, die in der Architektur des von der puritanischen Tradition geprägten Landes eine ungeheure Novität war. Ein frühes und berühmtes Beispiel dieser Architektur ist das von Richard Upjohn entworfene und 1845–47 in Newport, Rhode Island, erbaute Edward King House. Später folgten unter anderem Franklin D. Roosevelts Geburtshaus Springwood (Hyde Park, New York, 1845 im Italianate-Stil neu gestaltet), Martin Van Burens Wohnsitz Lindenwald (Kinderhook, New York, 1849 im Italianate-Stil neu gestaltet) und die Homewood Villa (Baltimore, 1853).

#### Italianate-Stil im engeren Sinne (1845–1875)

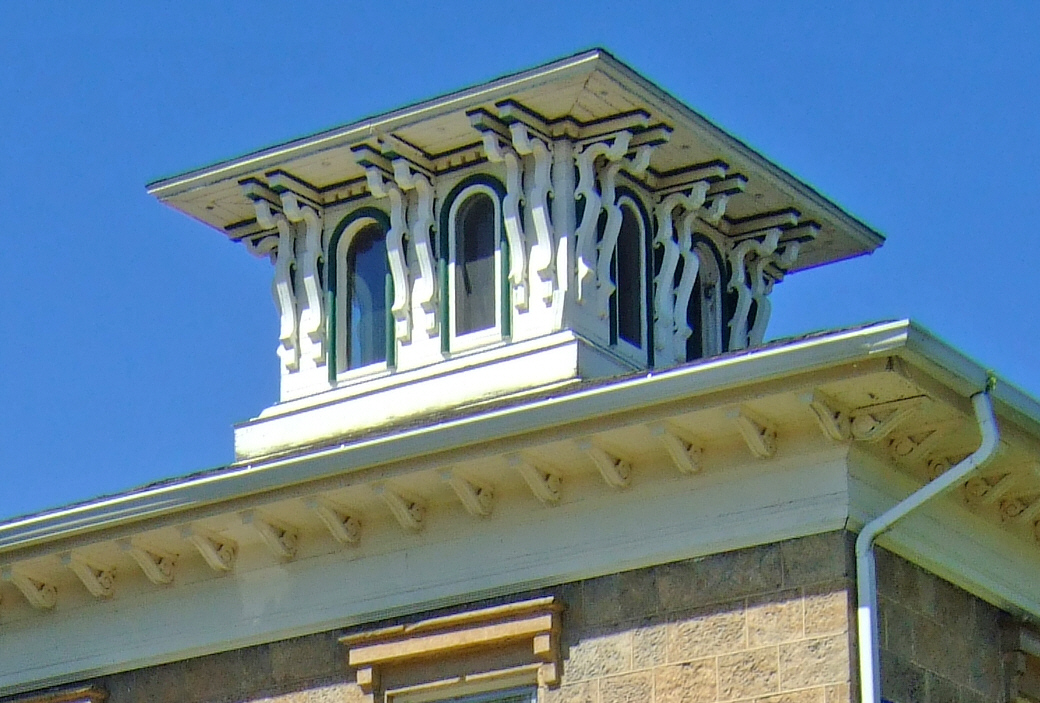
Eine typische Laterne

Der eigentliche Italianate-Stil ist mit dem italienischen Villenstil nahe verwandt, auf Türme wurde hier jedoch verzichtet. Die Konsolen sind einfach gestaltet und entweder in gleichmäßigen Abständen oder paarweise montiert. Italianate-Häuser sind typischerweise weniger komplex angelegt als italienische Villen. Die Räume sind zwar sehr hoch, der Grundriss aber oft ein schlichtes Rechteck. Dies ermutigte die Praxis, ältere Bauwerke durch Hinzufügung dekorativer Elemente nachträglich zu Italianate-Häusern zu machen. Weitere mögliche stilistische Merkmale sind ein Dachboden, dessen Klappfenstern in den Zwischenräumen der Dachkonsolen liegen sowie eine dem Dach aufgesetzte quadratische Kuppel bzw. Laterne. Wie der Turm der italienischen Villa, so dient auch die Laterne des Italianate-Hauses, die vom Inneren des Hauses aus durch eine Falltür zu erreichen ist, einzig der Aussicht. Zu den weiteren informellen baulichen Merkmalen, die das Italianate-Haus mit der italienischen Villa gemeinsam hat, zählen Erker (Bay windows) und Schiebetüren im Hausinneren, sowie Loggien und Veranden, die den Bewohnern ein Leben im Freien ermöglichen.
In den 1850er und 1860er Jahren war dieser Stil in den Vereinigten Staaten so populär, dass er auch „Amerikanischer Konsolenstil“ (American bracketed style) genannt wurde. Andere Bezeichnungen waren „Toskanischer Stil“, „Lombardischer Stil“ oder einfach „Amerikanischer Stil“.

##### Octagon House
Das „Octagon House“, ein Haustyp mit regelmäßig achteckigem Grundriss, der von Orson Squire Fowler erfunden wurde und von 1850 bis 1870 eine Reihe von Enthusiasten fand, wird in der Literatur meist als selbstständiger Baustil dargestellt. Wie der Architekturhistoriker John Milnes Baker betont hat, handelt es sich dabei jedoch eher um einen Konstruktionstyp als einen Baustil, und tatsächlich sind die meisten Octagon-Häuser in einem simplen Italianate-Stil ausgeführt.

#### Renaissance Revival (1845–1860)

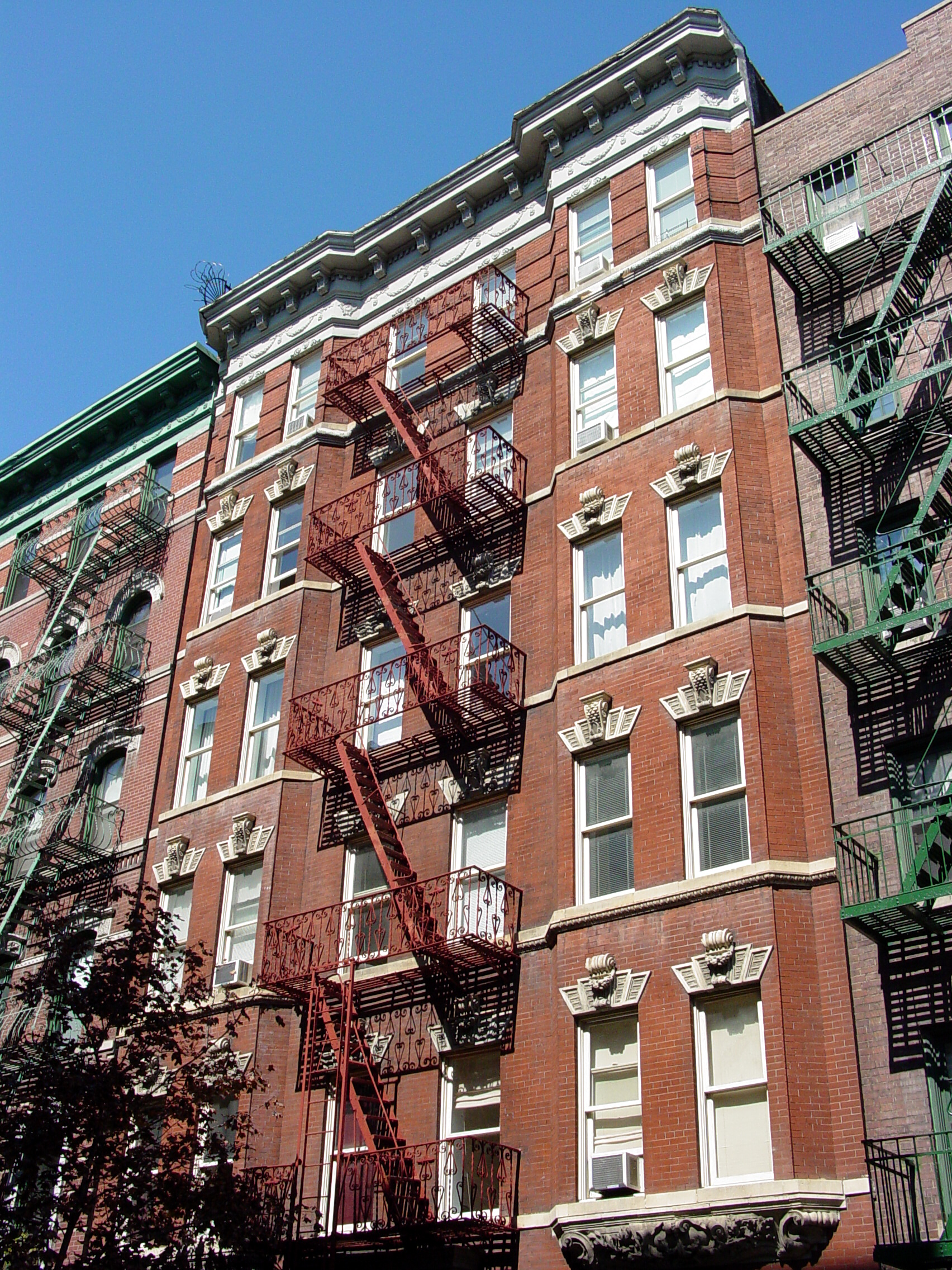
„Brownstones“ in der Lower East Side von Manhattan.

Bis 1880 wurden nur vereinzelt Häuser gebaut, die in der Tradition der Entwürfe von Charles Barry standen und eng an den Palazzi der italienischen Renaissance orientiert waren; noch weniger sind bis heute erhalten geblieben. Ebenso wie ihre Vorbilder waren diese Renaissance-Revival-Häuser meist Stadthäuser, und im Gegensatz zu den anderen beiden Stilvarianten waren sie aus Mauerwerk, typischerweise aus Werkstein oder Stuck. In ihrer reinsten Form waren Renaissance-Revival-Bauten streng quadratische oder rechteckige Kästen mit Dreiecksgiebeln über den rechteckigen Fenstern. Das Dachgesims ist zurückhaltender gestaltet und die Konsolen sind deutlich weniger ausladend als an den italienischen Villen und Italianate-Häusern. Typisch sind auch Segmentgiebel, Fenstergesimse, akzentuierte Ecksteine und Bossenwerk an der Gebäudebasis. Säulen erscheinen nur vereinzelt und nur im Bereich des Portikus.
Dieser Baustil wurde als „Italian Renaissance“ oder „Renaissance Revival“ bezeichnet. Renaissance-Revival-Häuser waren weniger phantasievoll als italienische Villen oder Italianate-Häuser und entsprachen dem Picturesque-Ideal daher nur mit Einschränkungen. Individuelle Wohnhäuser wurden nur selten im Renaissance-Revival-Stil erbaut; umso bedeutender wurde dieser Stil für die New Yorker Stadtarchitektur. So ist ein Großteil der als „Brownstones“ bekannten mehrgeschossigen Reihenhäuser, die das Straßenbild z. B. der Upper West Side prägen, im Renaissance-Revival-Stil gestaltet. Weitere Beispiele sind das Athenäum von Philadelphia (John Notman, 1845), das India House in Manhattan (Richard Carman, 1854) und das Custom House in Georgetown, Washington D.C. (Ammi B. Young, 1858).
Nach der Errichtung des Herrensitzes The Breakers (1893–1895) fand das Renaissance Revival eine Wiederbelebung.

### Hauptformen
Entsprechend dem Grundriss und der allgemeinen Gestalt werden beim Italianate-Stil folgende sechs Hausformen unterschieden:

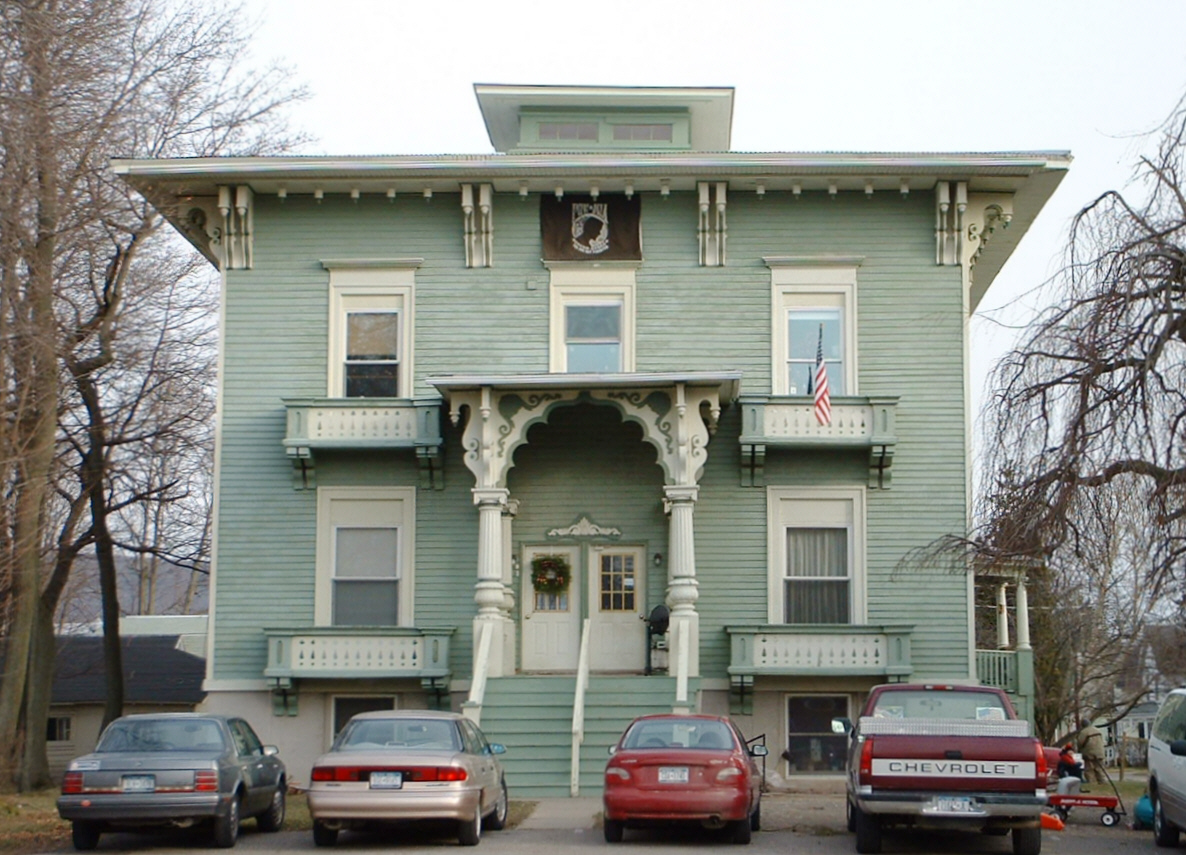
Symmetrisch mit Walmdach (mit oder ohne Laterne)
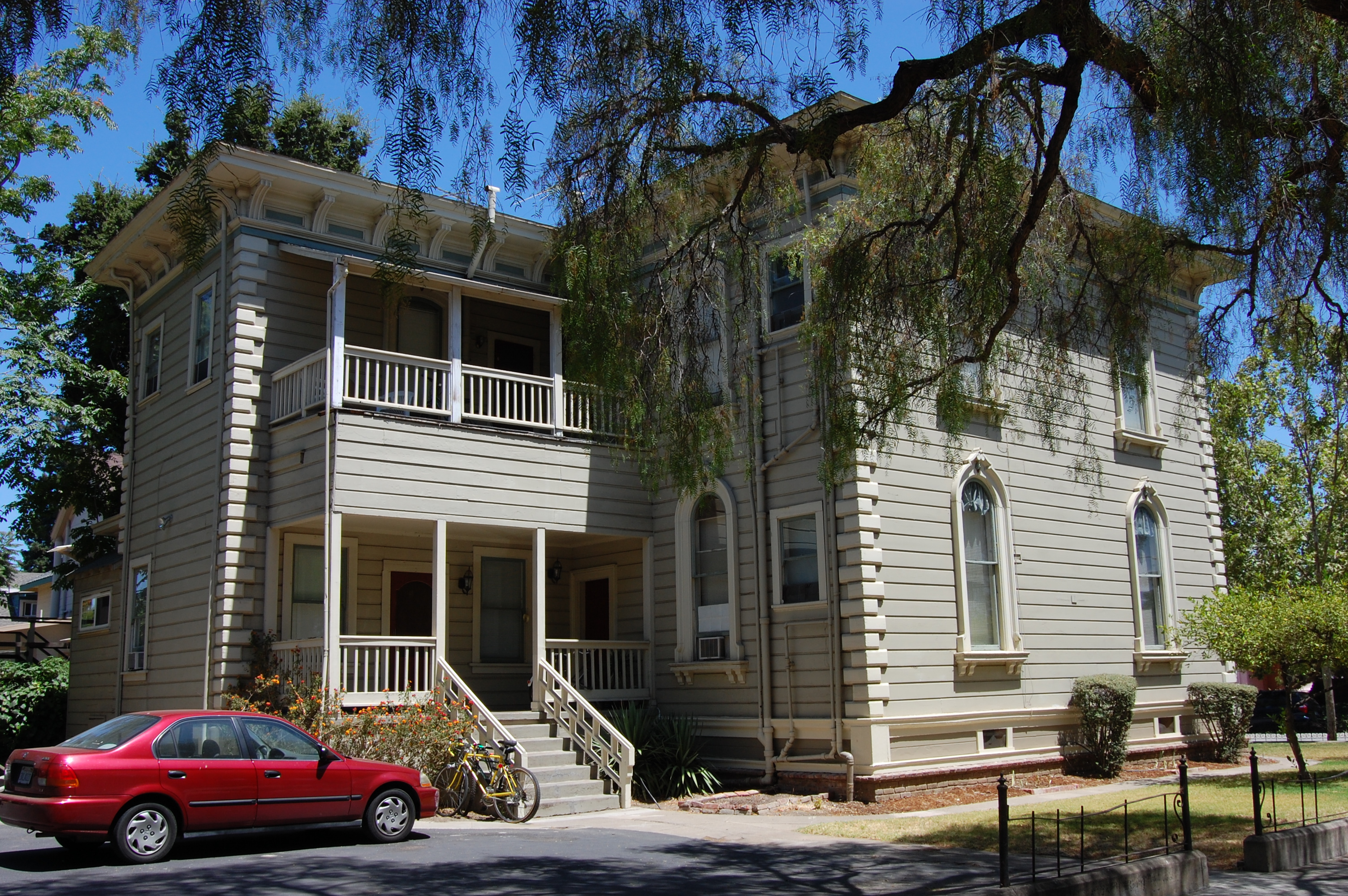
Asymmetrisch (meist L-förmig)
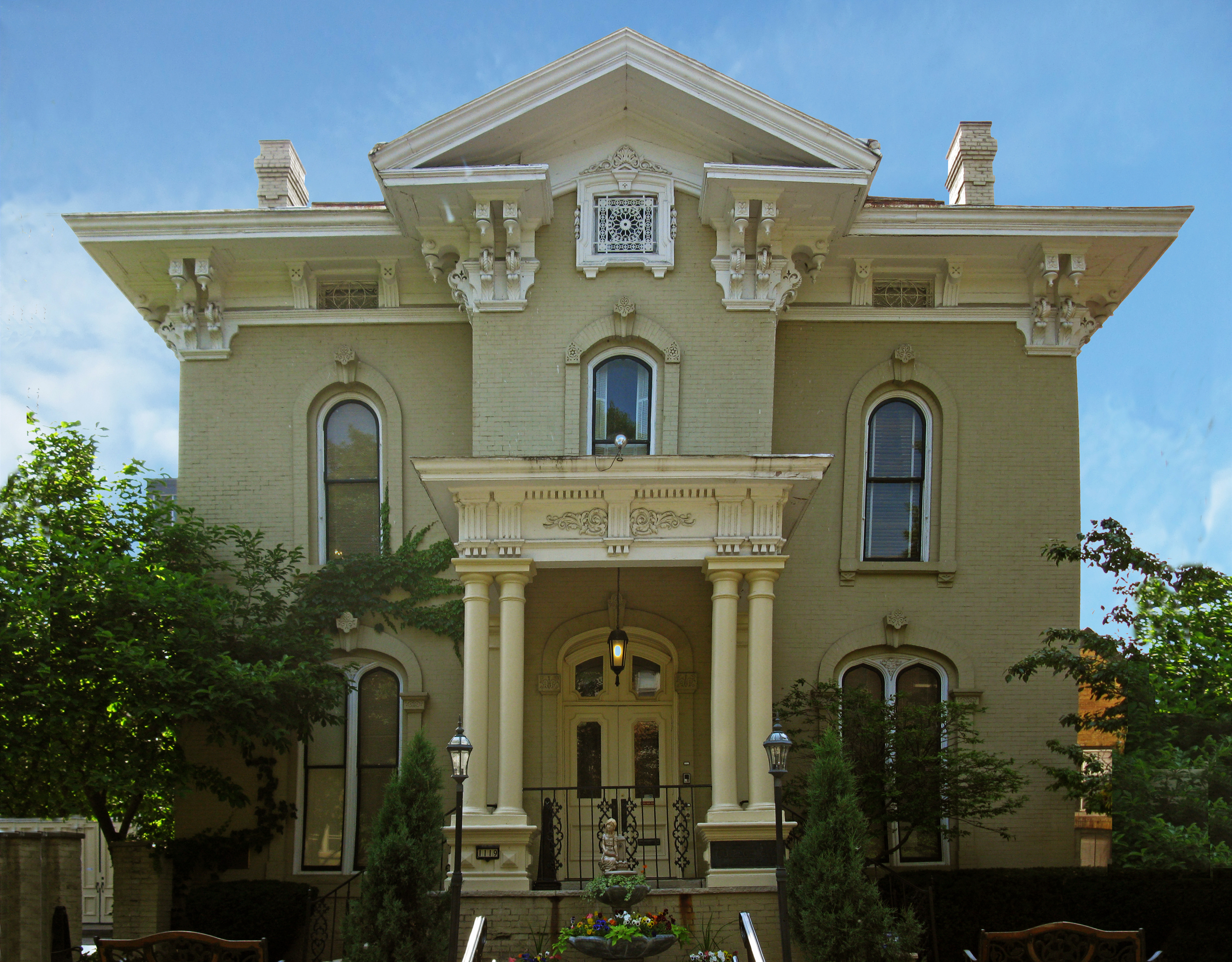
Symmetrisch mit Zentralgiebel
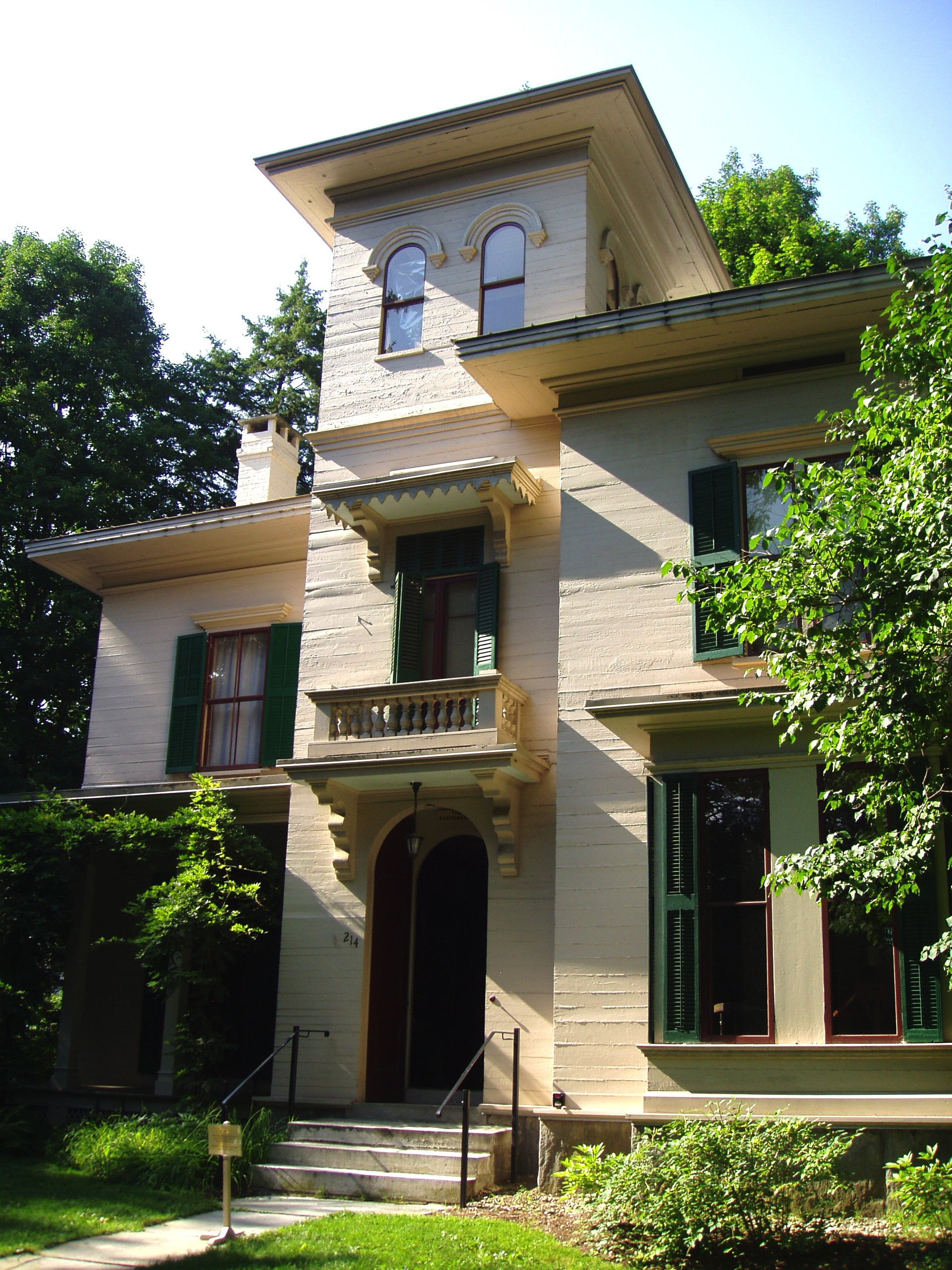
Asymmetrisch mit Turm
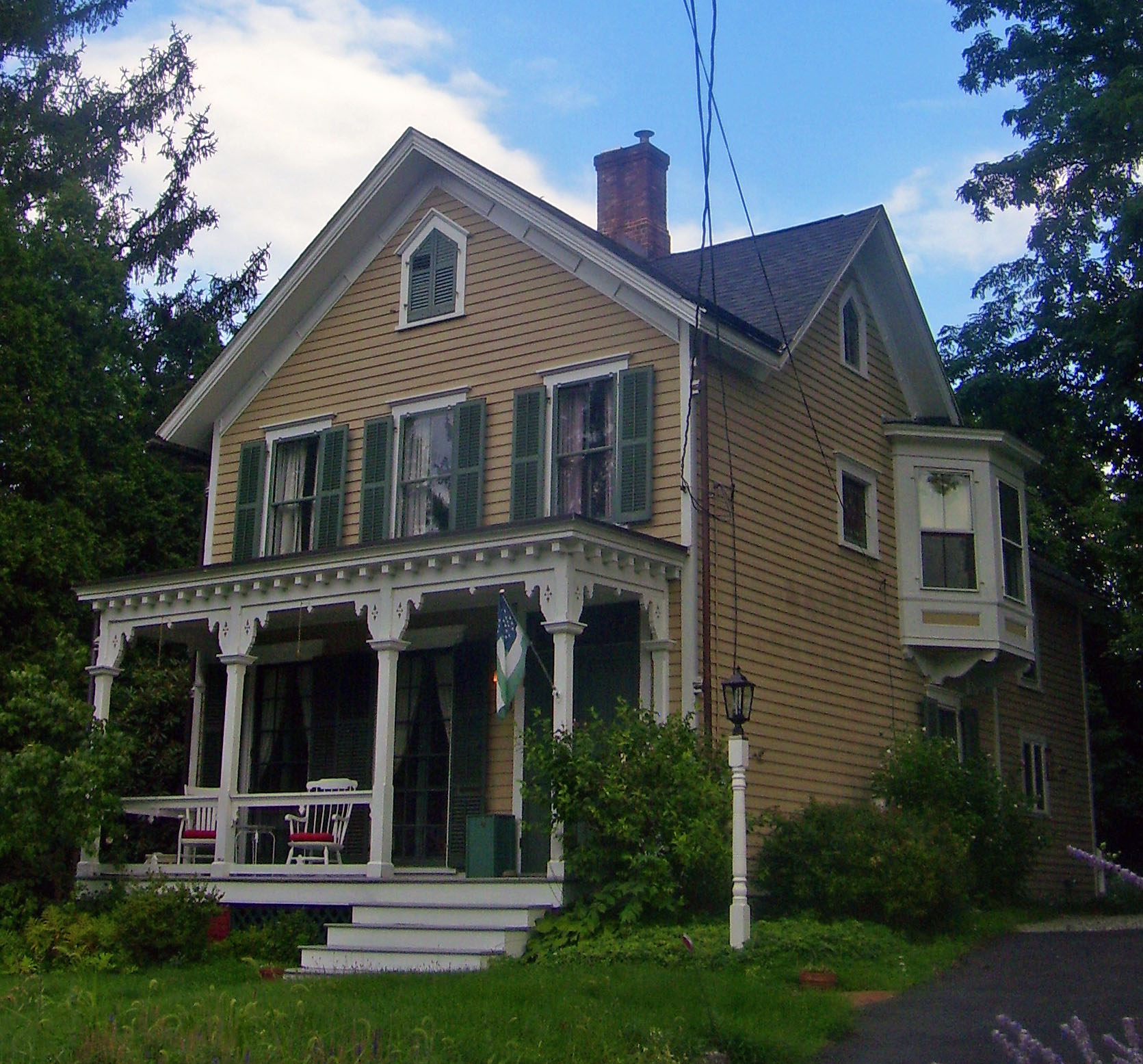
Mit Frontgiebel (auf schmalen Grundstücken)
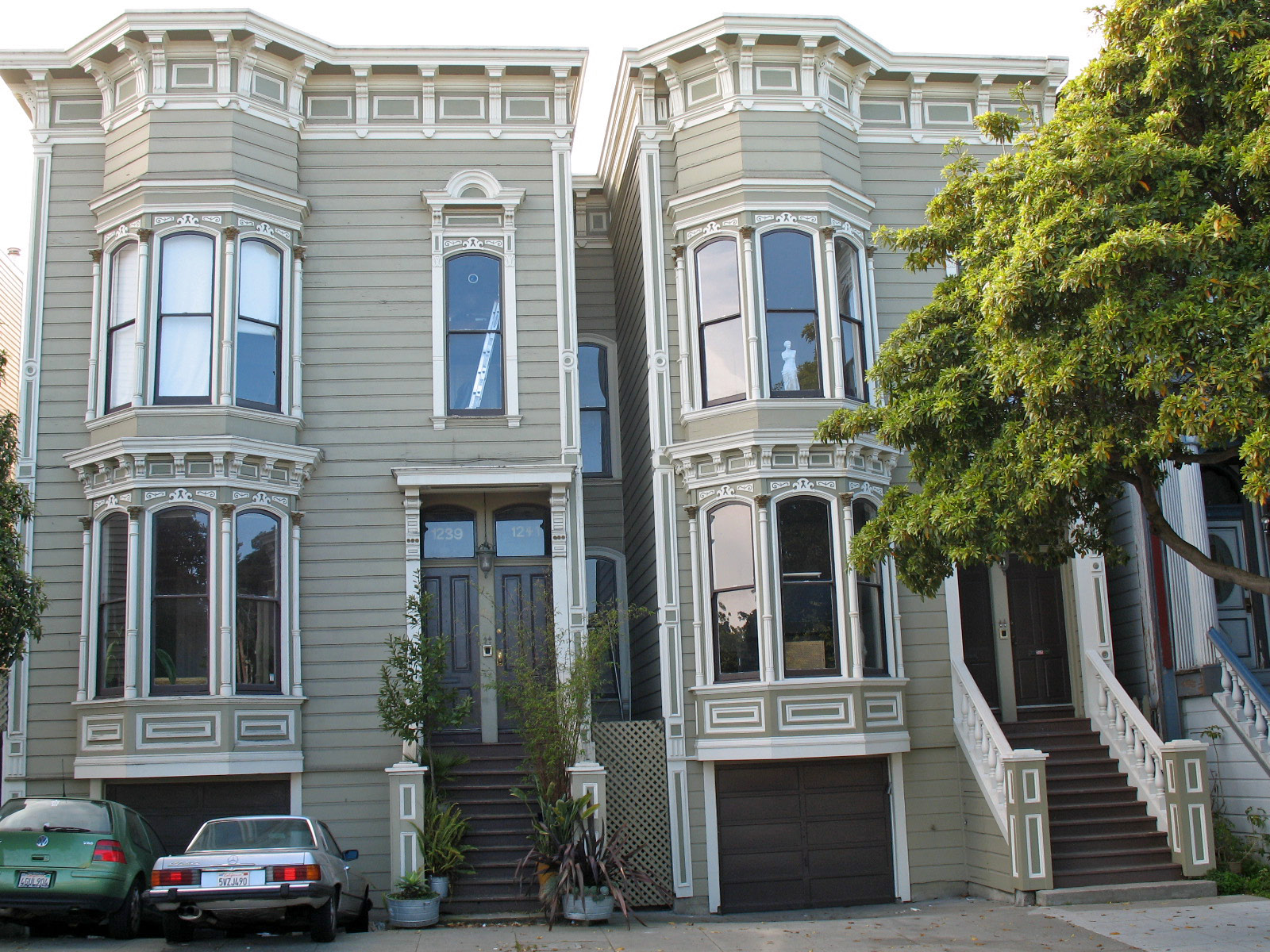
Townhouse (in Großstädten)

### Unterscheidung von ähnlichen Baustilen
Bei Townhouses ist der Italianate-Stil leicht mit dem etwas später entstandenen viktorianischen Stick Style (1860–1890) zu verwechseln. Das Dach ist bei diesem Haustyp flach und liefert darum keine Hinweise auf den Stil. Townhouses im Stick-Style haben ebenso wie Italianate-Häuser eine von Konsolen unterstützte Dachtraufe; auch Dreiecksgiebel über den Fenstern sind typisch.
Zu unterscheiden sind beide Stile jedoch an einer Reihe von dekorativen Details, die an Italianate-Häusern nicht vorkommen: So haben Stick-Style-Häuser häufig Zierbänder, flächenhafte Verzierungen oder dekorative Täfelungen, z. B. am Dachgesims zwischen den Konsolen; Konsolen erscheinen eventuell nicht nur unter der Dachtraufe, sondern z. B. auch unter den Fensterbekrönungen oder als visuelle Verlängerung vertikaler Zierelemente, die sich über die volle Höhe der Fassade erstrecken können; auch vertikale Streifen an den Fensterseiten weisen auf Stick Style hin.

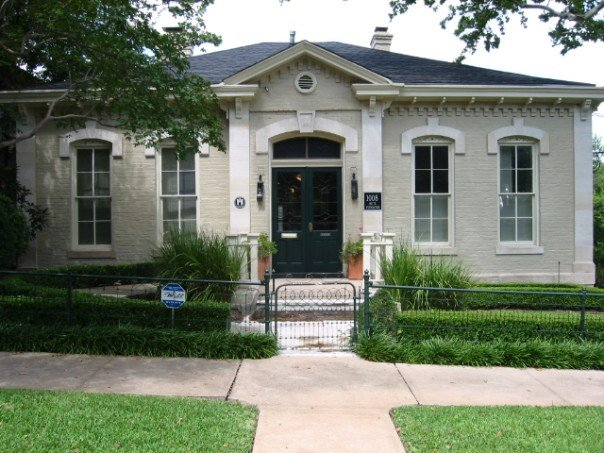
Italianate-Stil
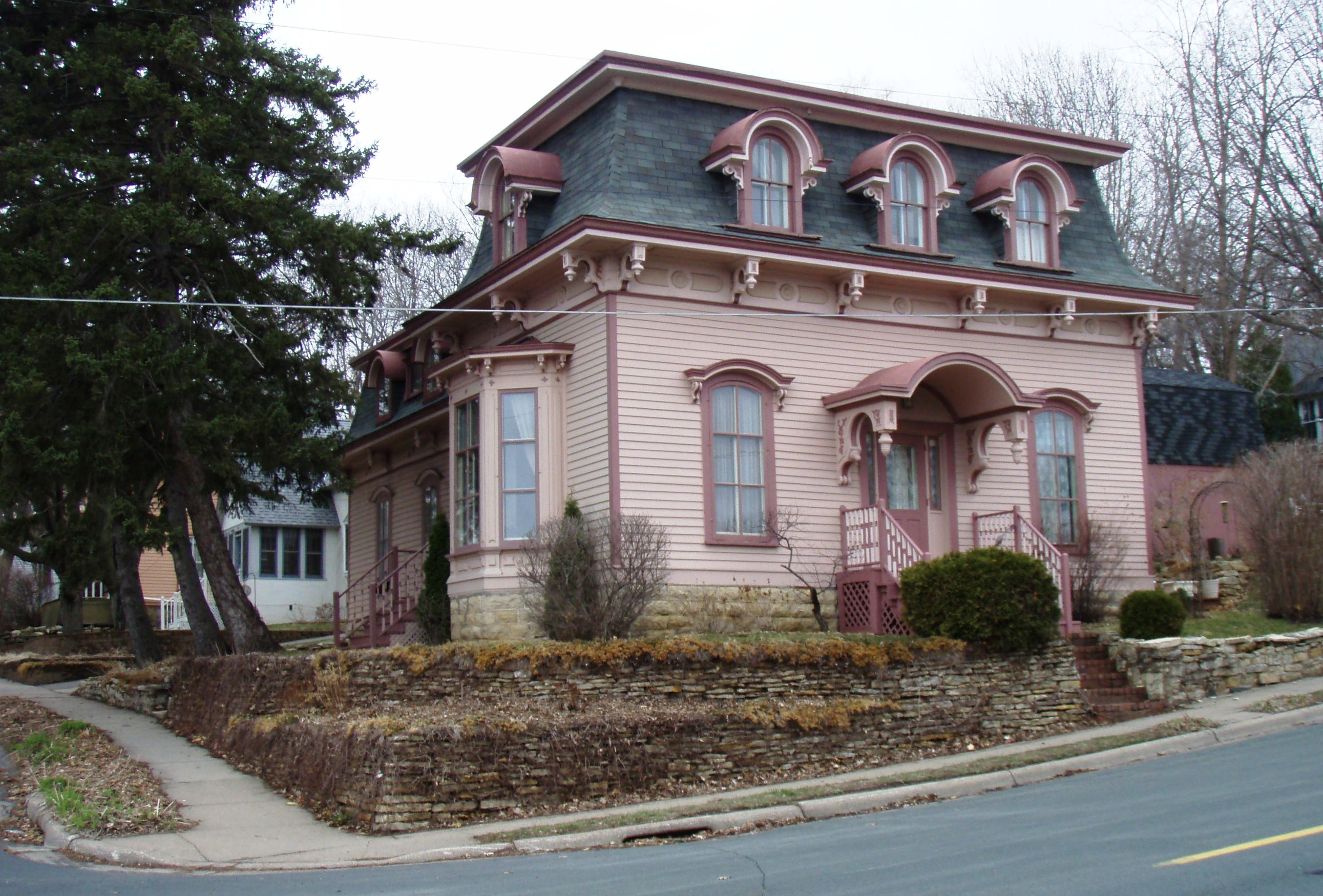
Stick Style

Noch näher ist der Italianate-Stil mit dem Stil des Second Empires (1855–1885) verwandt. Auch Second-Empire-Häuser haben profilförmige Dachgesimse und vorspringende Dachtraufen, die von Konsolen getragen werden. Aufgrund der charakteristischen Dachform – alle Second-Empire-Häuser haben mit Fenstergauben versehene Mansarddächer – ist eine Verwechslung mit dem Italianate-Stil jedoch fast ausgeschlossen.

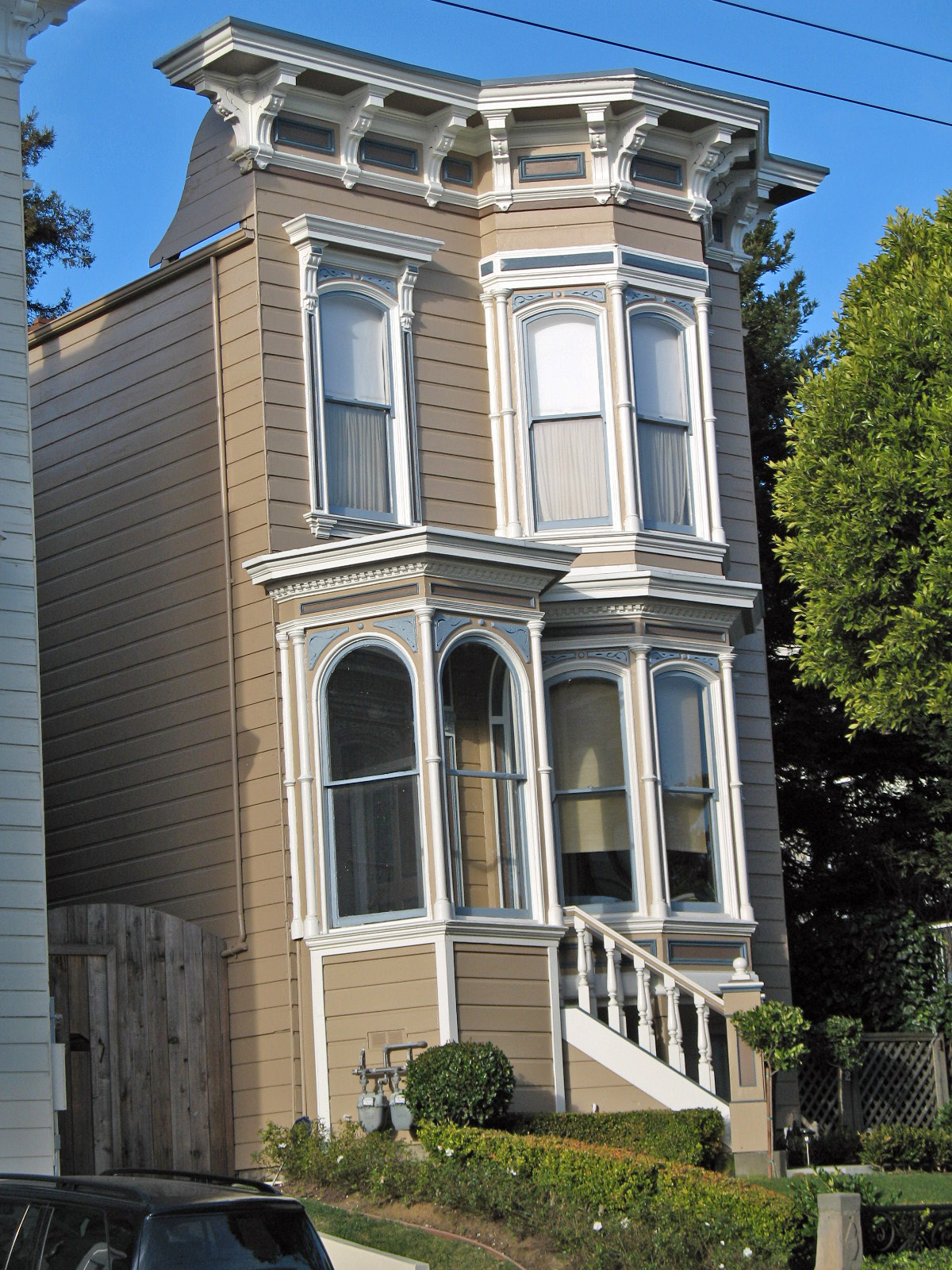
Italianate-Stil
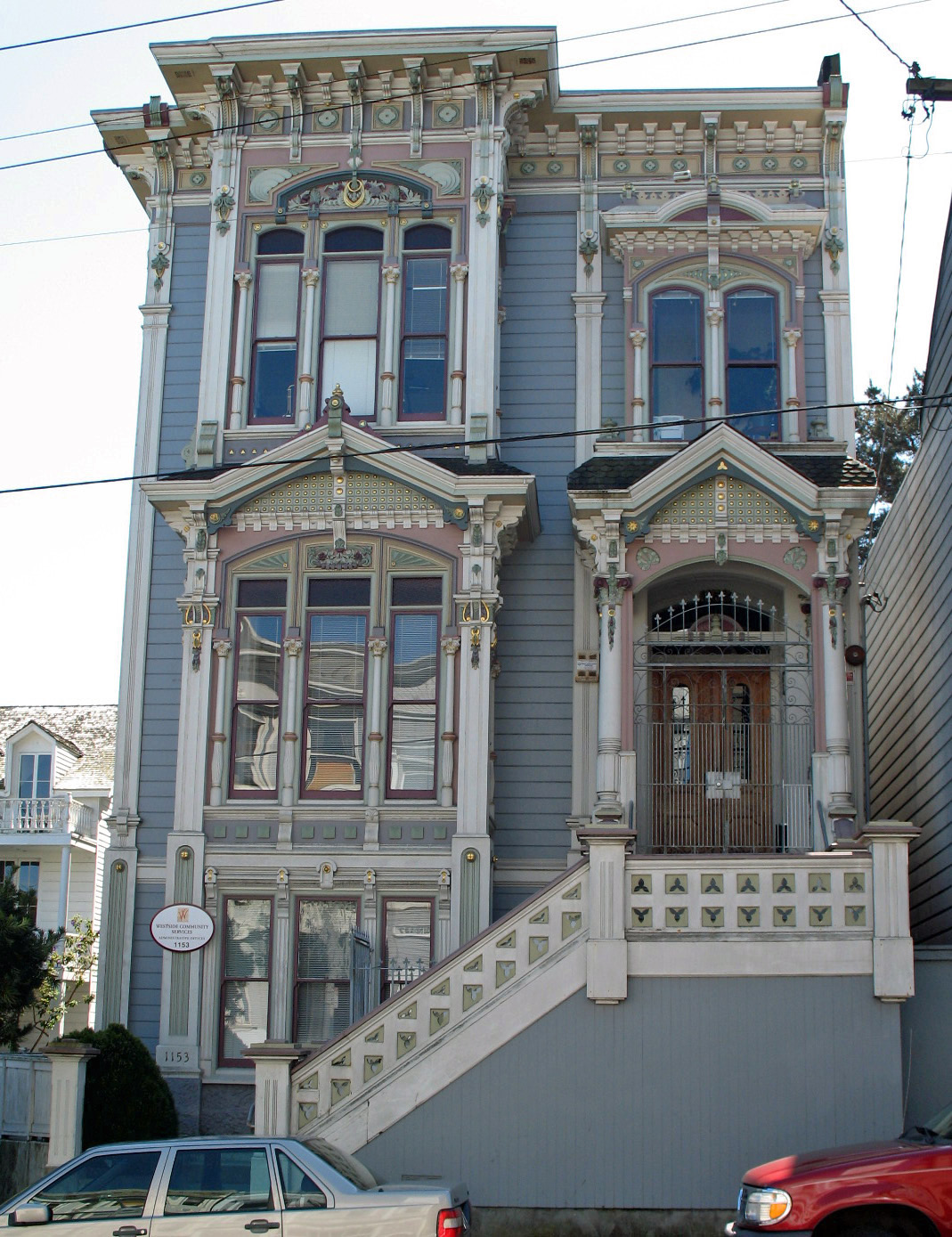
Second-Empire-Stil

### Innengestaltung

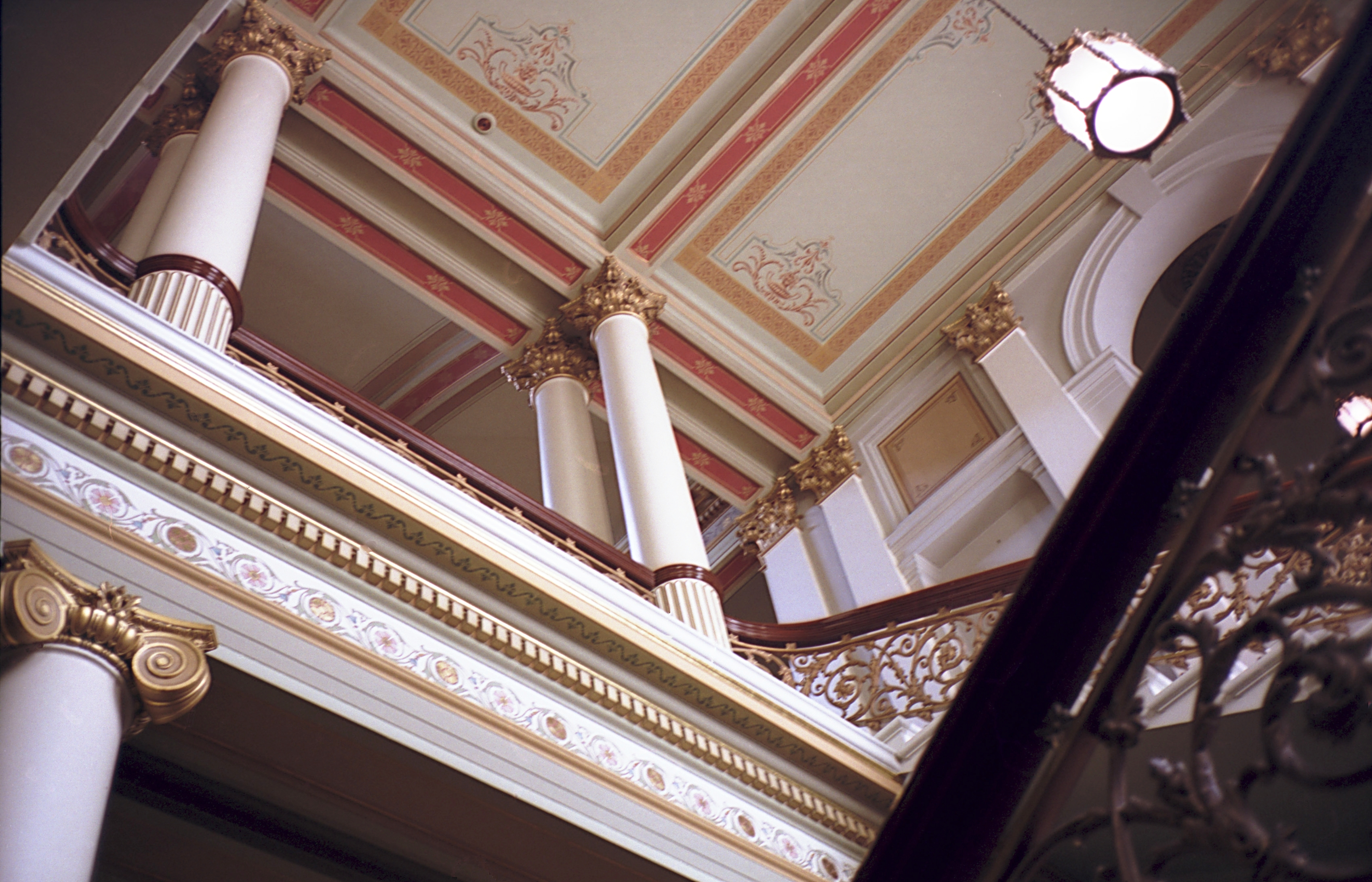
Government House, Melbourne: Das im Italianate-Stil gestaltete Treppenhaus.

In der Innenraumgestaltung wurden neben Elementen, deren Verwendung in gleicher Form bereits in der Außengestaltung üblich war, auch freie Kombinationen aus dekorativen Elementen eingesetzt, die der Architektur und den Kunstobjekten der italienischen Renaissance direkt entlehnt waren. Nicht nur großstädtische Häuserzeilen, sondern auch Kleiderschränke und Kommoden konnten ebenso im Italianate-Stil gestaltet werden. Eine Vorform solcher kommerzieller Designs bildet der „freie Renaissance-Stil“, dem der britische Architekt und Möbeldesigner Charles Eastlake sich in der zweiten Hälfte des 19. Jahrhunderts verschrieb. 1868 veröffentlichte er sein Buch Hints on Household Taste in Furniture, Upholstery and other Details, das in Großbritannien und in den Vereinigten Staaten, wo es vier Jahre später erschien, überaus einflussreich war. Die Regeln, die Eastlake hier für die Einrichtung im Italianate-Stil gab, waren einfach: So durften unter anderem Profile und Schnitzereien nicht aufgeklebt werden, sondern mussten aus dem Vollen gearbeitet sein; statt Gehrungen waren nur rechtwinklige, durch Nuten, Zapfen oder Stifte gesicherte Verbindungen zulässig; Holz musste entweder unlasiert und in seiner natürlichen Farbe verwendet werden, oder in matter Farbe bemalt und mit kontrastierenden Linien und per Schablone aufgetragenen Ornamenten in den Winkeln. Die Möbel, die er vorschlug, waren aus geraden, stabilen, quadratisch geschnittenen Teilen gefertigt. Die Ornamentik wiederum bestand aus bemaltem Holz, Porzellanscheiben oder Fliesen, aus Metallbesätzen oder aus Holzreliefs. Während nordamerikanische Sammler und Händler Möbel im Italianate-Stil heute oft als Eastlake bezeichnen, waren bei den Zeitgenossen sehr unterschiedliche Namen gebräuchlich, darunter auch „neugriechisch“.

## Australien

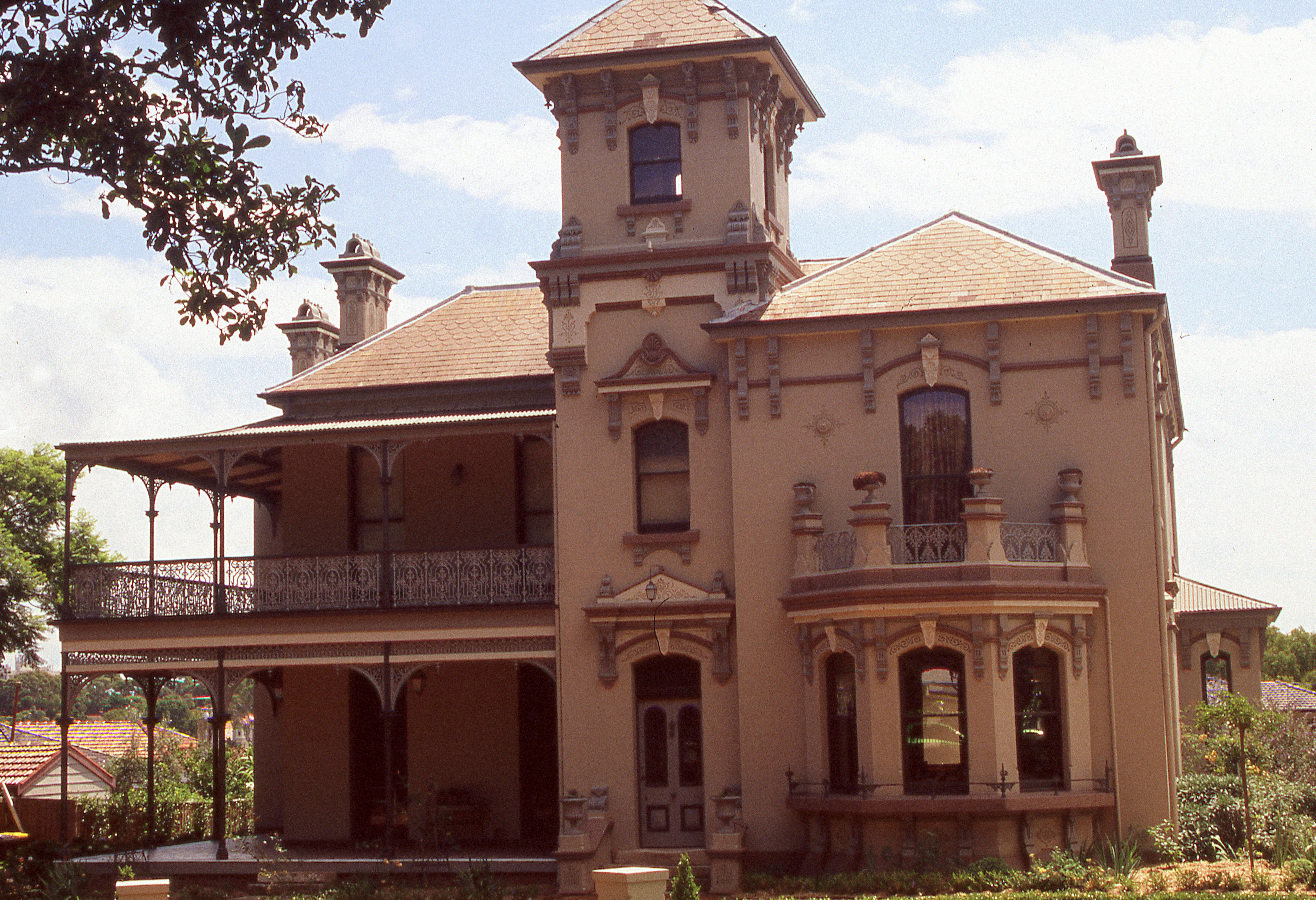
Wohnhaus in Sydney.

In Australien erlangte der Italianate-Stil große Popularität beim Wohnhausbau. Anregungen lieferte William Wardell, der in diesem Stil das 1876 fertiggestellte Government House (heute Amtssitz des Gouverneurs von Victoria) entwarf. Das cremefarbige, mit vielen palladianischen Elementen ausgestattete Bauwerk würde sich – von seinem mit einem Belvedere gekrönten Turm abgesehen – leicht auch in die von Thomas Cubitt entworfenen Londoner Häuserzeilen und Plätze einfügen. Das Walmdach des Gebäudes wird von einer Brüstung verdeckt. Das Hauptgebäude wird von zwei niedrigeren, asymmetrischen Flügeln flankiert, die – besonders aus nicht-frontaler Perspektive – einen picturesquen Anblick ermöglichen. Der größere der beiden Flügel ist vom Hauptgebäude durch einen Belvedere geschieden. Der kleinere Flügel, der einen Ballsaal beherbergt, ist durch eine mit Säulen versehene Wagenauffahrt zugänglich, die als eingeschossiger Portikus gestaltet ist.
Der Italianate-Stil war im übrigen Britischen Empire weitaus länger verbreitet als in England selbst. So ist selbst der 1881 fertiggestellte Bahnhof von Albury (New South Wales) noch in diesem Stil erbaut.